# 2831 Stevin
A 2831 Stevin (ideiglenes jelöléssel 1930 SZ) a Naprendszer kisbolygóövében található aszteroida. van Gent H. fedezte fel 1930. szeptember 17-én.